# Edwin Smith
Edwin Smith född 1822 , död 27 april 1906 var en amerikansk handlare och samlare av antikviteter. Hans namn är förknippat med en betydelsefull fornegyptisk medicinsk papyrus, Edwin Smith-papyrusen.

## Biografi
Smith föddes i Bridgeport, Connecticut, och bodde i Egypten under senare hälften av 1800-talet. 1862 kom han tillfälligt i besittning av en medicinsk papyrus som såldes av dess egyptiske ägare till Georg Ebers 1873. Papyrusen publicerades av Ebers 1875. Den är alltså mest känd som Ebers Papyrus.
1862 köpte han en papyrus som kom att bära hans namn, Edwin Smith-papyrusen, från en försäljare vid namn Mustapha Aga i Luxor. Smiths kunskaper i språket var inte tillräckliga i  hieratisk skrift, för att han skulle kunna översätta papyrusen, en uppgift som utfördes av James Henry Breasted, med hjälp av Arno B. Luckhardt, professor i fysiologi. Översättningen publicerades 1930.
Ungefär två månader efter att han köpte Edwin Smith-papyrusen, såldes en förfalskad papyrus till honom. Papyrusen var tillverkad genom att diverse papyrusfragment hade limmats på en rulle. När Smith upptäckte förfalskningen separerade han fragmenten, av vilka några visade sig tillhöra Edwin Smith-papyrusen, och dem återförde Smith till sina rätta platser i papyrusen. Några av de återstående fragmenten har spårats till Rhindpapyrusen, som nu förvaras nu med Edwin Smith-papyrusen i Brooklyn Museum.
Edwin Smith var mest handlare och samlare av antikviteter men han var en representant för den tidiga egyptologiska forskningen i den förvetenskapliga egyptologin.